# Урочище «Клиновецьке» (заказник)
Уро́чище «Клинове́цьке» — гідрологічний заказник місцевого значення в Україні. Об'єкт природно-заповідного фонду Хмельницької області. 
Розташований у межах Плужненської сільської громади Шепетівського району Хмельницької області, на північ і північний захід від села Сторониче. 
Площа 1157,5 га. Статус присвоєно згідно з рішенням 10-ї сесії обласної ради від 29.02.2000 року № 10. Перебуває у віданні ДП «Ізяславський лісгосп» (Плужнянське л-во, кв. 44, 57-63, 68-72, 78, 79, 81-83, 90-93, 102–105). 
Статус присвоєно для збереження частини лісового масиву з багатьма заболоченими ділянками. Переважають насадження сосни і берези, на перезволожених ділянках — вільхи. У заказнику зростає екземпляр дуба звичайного віком понад 400 років. Тут беруть початок і течуть струмки — ліві притоки річки Вілія (притока Горині).